# Пеґґі Картер
Маргарет «Пеґґі» Картер (англ. Margaret «Peggy» Carter) — вигаданий персонаж з коміксів американським видавництвом Marvel Comics. Вона з'являється як любовний інтерес супергероя Капітана Америка. Створена письменником Стеном Лі та художником Джеком Кірбі, героїня дебютувала у Tales of Suspense #77 (травень 1966). Також відома як родичка сучасної супутниці Капітана, Шерон Картер.
Гейлі Етвел виконала роль Пеґґі Картер у проєктах кіновсесвіту Marvel, починаючи з фільму «Перший месник» (2011) і продовживши у короткометражці «Агент Картер», фільмах «Перший месник: Друга війна» (2014), «Месники: Ера Альтрона» (2015), «Людина-мураха», «Месники: Завершення» і телесеріалах «Агенти Щ.И.Т.» і «Агент Картер». Актриса також озвучить альтернативну версію свого персонажа у мультсеріалі «Що як…?», який дебютує на Disney+ у 2021 році.

## Історія публікацій
Уперше героїня з'явилася на сторінках коміксу Tales of Suspense #75 (травень 1966) як неназваний любовний інтерес Капітана Америка часів Другої світової війни. У 77 випуску творці персонажа, письменник Стен Лі та Джек Кірбі, дали їй ім'я. Наступного разу Пеґґі фігурувала у Captain America #161 (травень 1973) як старша сестра Шерон Картер. Проте пізніше, через пливучий таймлайн, що притаманний довготривалим коміксам Marvel, Маргарет була відретконена як тітка Шерон. Це відбулось у Captain America vol. 5 #25 від квітня 2007 року. Надалі Пеґґі часто з'являлася в історіях про пригоди Капітана Америка під час Другої світової.

## Вигадана біографія
Пеґґі народилася у багатій сім'ї, що жила у м. Ричмонді, штат Вірджинія, США. Будучи підлітком вона приєдналася до Французького руху опору, де стала кваліфікованим бійцем і тактиком, що допомогло їй у спільних завданнях із Капітаном Америка. Двоє закохуються один в одного, проте невдовзі вирішують розійтись через велику небезпеку пригод Стіва. Після втечі з полону у Парижі Пеґґі зазнає амнезії через близький вибух снаряду, тому її доставляють назад до Вірджинії, де вона продовжила жити з батьками.
Під час подій сюжетної лінії «Первородний гріх» було розкрито, що у 1952 році Пеґґі співпрацювала з Говардом Старком і Вуді МакКордом, щоб розслідувати падіння іншопланетного корабля у Сибіру. Ці троє намагалися утримати прибульців від захвату Гідрою.
Коли Капітан Америка прокинувся після багатолітнього сну в арктичній кризі, доктор Фаустус займався лікуванням амнезії у Пеґґі. Проте лікар виявився суперлиходієм і використовував сім'ю Картерів, аби виманити і вбити Капітана Америка. Врешті-решт Стів рятує Маргарет і відтоді вони підтримували дружні відносини.
У 1960-х Картер вступає до лав Щ.И.Т., служивши відтоді надійним і кваліфікованим агентом довгі роки.
Пізніше Пеґґі, разом з Гейбом Джонсом допомогла Капітанові перемогти Таємну імперію. Ненадовго в неї з Гейбом зав'язалися романтичні стосунки, проте останній був підпільним агентом Таємної імперії і вони розійшлися. Також вона допомогла Стіву з рішенням на деякий час покинути кар'єру Капітана Америка.
Героїня допомагає у розслідуванні зникнення своєї племінниці, Шерон, та інших агентів Щ.И.Т., коли вони збирали інформацію про нового Гранд-директора.
Певний час Пеґґі працювала у Вежі Месників як член служби підтримки Месників, але після розпаду команди був розпущений і допоміжний персонал.
Після виходу на пенсію Маргарет жила в будинку пристарілих, де страждала на деменцію, внаслідок чого не могла впізнати навіть Шерон. Вільям Бернсайд відвідав одного разу Пеґґі, претендуючи на те, що він був оригінальним Капітаном Америка. Невдовзі вона померла. Стів Роджерс, Шерон Картер, Нік Ф'юрі і Дум-Дум Дуган були присутні на похоронах, а її меморіальний пам'ятник був споруджений буля Академії Щ.И.Т. у Ньюарку.
Невідомим способом Пеґґі повертається до життя молодою і, взявши псевдонім Дріада, стала учасницею команди Дочок Свободи, разом зі своєю племінницею. Окрім Шерон, іншими людьми, що знали про відродження, були Сокіл і Зимовий солдат. Вона допомогла групі працювати над очищенням імені Капітана Америка після того, як він був звинувачений у вбивстві Громовержця Росса. Дріада боролася з суперлиходієм Іноземцем, справжнім убивцею Росса, поки Кроссбоунс і Гріх не вистрілили в них ракетою. Дріада виживає, натомість Іноземець, найімовірніше, гине. Вона таємно допомагає Зимовому солдатові передавати Ніку Ф'юрі-молодшому неправдиві дані про розташування Капітана Америка. Після отримання інформації з мозку барона Страйкера, Пеґґі штурмує Нік Ф'юрі-молодший та його люди, в той час як вона запитувала Шерон, коли та збирається розповісти Роджерсу про її відродження. Пеґґі каже Ф'юрі-молодшому, що йому та його людям доведеться спершу пережити її, якщо вони захочуть дістатися до Капітана Америка. Пеґґі перемагає солдатів і тримає Ніка під дулом рушниці, щоб переконати його. Пеґґі попросила товаришку по команді Дочок Свободи Агату Гаркнесс, щоб вона привела сюди Стіва. Вона розповіла, що слідкує за Олександром Лукіним ще відколи Лукін і Селіна взяли у Шерон фрагмент душі. Крім того, Пеґґі заявила Стіву, що Лукін стоїть за смертю Росса, атаками Сторожових псів та новим Скорджем. Шерон, Сокіл і Зимовий Солдат входять, пояснюючи, чому вони таємно відродили Пеґґі. Фрагмент душі у вигляді каменя був використаний для відродження Лукіна, що також відродило залишки розуму Червоного Черепа, що знаходяться в ньому.

## Сили та здібності
Пеґґі Картер є кваліфікованим знавцем рукопашного бою та учасником бойових дій. Прекрасно володіє вогнепальною зброєю і не раз демонструвала навички стратега, тактика і шпигуна.
Як Дріада, Маргарет носить дуже міцні обладунки, що витримують вистріл ракетниці й ізолюють тіло героїні від вогню.

## Альтернативні версії
- В альтернативному всесвіті, створеному Багряною відьмою під час подій сюжетної арки «Дім М» Капітан Америка ніколи не замерзає в арктичній кризі, тому невдовзі після закінчення Другої світової війни він одружується з Пеґґі Картер[17].
- На Землі-65, рідному всесвіті Ґвен-павук, Пеґґі є довговічним директором Щ.И.Т., подібно до Ніка Ф'юрі в основному всесвіті, вона також носить пов'язку на оці[18].
- У Super-Soldier: Man of War #1, що належить до всесвіту Amalgam Comics, Мадмуазель Пеґґі є сумішшю Пеґґі Картер з Marvel і Мадмуазель Марі з DC Comics[19].

## Поза коміксів

### Мультсеріали
- Уперше за межами коміксів Пеґґі з'явилася в епізодах про Капітана Америка анімаційного телешоу «Супергерої Marvel» (1966). Озвучена Пеґ Діксон.
- Пеґґі Картер фігурує у мультсеріалі «Месники: Загальний збір» (2013). Вона згадується у третьому сезоні з підзаголовком «Революція Альтрона». Гейлі Етвел озвучила героїню в епізоді «Новорічна революція» четвертого сезону («Таємні війни»)[20][21]. Після арешту доктора Фаустуса в новорічну ніч 1949 року Пеґґі і Говард Старк піддаються атаці роботів Канга Завойовника, переодягнених в агентів Гідри. Канг викрадає персонажів у теперішній час, щоб запобігти появі Залізної людини 2020, свого ворога. Капітан Америка і Залізна людина допомагають побороти Завойовника і повернути Пеґґі й Говарда до їхнього часу.
- Персонаж з'явиться у першому епізоді мультсеріалу «Що як...» (2021), який показуватиме альтернативний розвиток подій фільмів кіновсесвіту Marvel. Ця версія Пеґґі отримує сироватку суперсолдата і стає супергероїнею на ім'я Капітан Картер, поки Стів Роджерс стає пілотом ранньої версії броні Залізної людини. До озвучення героїні повернеться Гейлі Етвел[22].

### Телесеріали
- Гейлі Етвел повторила свою роль з фільмів кіновсесвіту Marvel у телесеріалі «Агенти Щ.И.Т.», з'явившись у першому епізоді другого сезону під назвою «Тіні», де вона й інші члени СНР атакують об'єкт Гідри, заарештовуючи Деніела Вайтхолла і його солдатів[23]. Пізніше Картер фігурувала у флешбеках Вайтхолла («Заховані секрети»). В епізоді «Емансипація» третього сезону, події якого відбуваються під час «Першого месника: Протистояння», помічений заголовок газети, де йдеться про смерть Пеґґі Картер у віці 95 років.
- «Агент Картер», сольний серіал героїні від ABC[24], оповідає про просування Пеґґі від звичайної офісної робітниці до шанованого і надійного агента Стратегічного Наукового Резерву (СНР) незадовго після зникнення Капітана Америка. Крім того, вона співпрацює з дворецьким Говарда Старка — Едвіном Джарвісом, розгадуючи його причетність до організації Левіафан. У другому ж сезоні, події якого розгортаються у Лос-Анджелесі, головні герої стикаються з нищівною силою невідомого раніше науці елементу, званого Нульовою матерією. Серіал виходив з 6 січня 2015 року по 1 березня наступного.

### Фільми
Пеґґі Картер неодноразово з'являлась у фільмах кіновсесвіту Marvel, де її роль грає Гейлі Етвел. Ця версія героїні представлена як брюнетка з Великої Британії, замість блондинки з Сполучених Штатів у коміксах.
- Кіно-версія героїні дебютувала у фільмі «Перший месник» (2011)[25]. Крісті Лемайр з Associated Press сказала: «чудовий зовнішній вигляд Етвел робить її прекрасно придатною для цієї частини, але її персонаж краще розвинений, ніж ви могли собі уявити; вона не панна в біді, що чекає, поки Капітан Америка врятує її, а скоріше навчений боєць, якого дуже ототожнюють»[26]. Роджер Еберт відчув, що вона нагадує «класичну військову красуню того періоду» з її «повними червоними губами»[27].
- Пізніше вона з'явилася у короткометражці «Агент Картер» (2013), що була випущена у складі Blu-ray-версії «Залізної людини 3». Події стрічки відбуваються рік після «Першого месника», що показують Картер як члена Стратегічного Наукового Резерву (СНР), що вишукує таємничого Зодіака[28]. Короткометражка стала відправною точкою для створення однойменного телесеріалу.
- Героїня фігурує у фільмі «Перший месник: Друга війна» (2014)[28][29]. Так як події розвиваються в наш час, був використаний CGI, щоб створити вигляд дев'яносторічної Пеґґі. Стів Роджерс провідує її у будинку пристарілих, де вона і проживає[30].
- З'являється у видіннях Стіва, викликаних Багряною відьмою у «Месниках: Ера Альтрона» (2015).
- Камео шестидесятирічної Пеґґі є на початку фільму «Людина-мураха» (2015), де Генк Пім покидає Щ.И.Т. у 1989 році після того, як дізнається, що Мітчелл Карсон намагався повторити формулу зменшувальних частинок без його згоди.
- У «Першому месникові: Протистояння» (2016) персонаж гине поза екраном. Стів Роджерс є одним з тих, хто несе труну на її похоронах, де й дізнається, що Шерон Картер є її двоюрідною внучкою[31].
- Пеґґі двічі з'являється у «Месниках: Завершення» (2019) у різних періодах часу. Коли Месники подорожують у часі за допомогою частинок Піма і квантового виміру, у 1970 році Капітан Америка бачить її за роботою в офісі. У кінці фільму Кеп вирушає у 1940-ві роки альтернативної часової лінії, де залишається мирно жити з Пеґґі, а в глибокій старості він повертається у наш час, аби передати свій щит Сему Вілсону[32][33].

### Відеоігри
- Гейлі Етвел озвучила Пеґґі у відеогрі Captain America: Super Soldier (2011), заснованій на фільмі того ж року[34].
- Пеґґі Картер фігурує у Lego Marvel's Avengers (2016), де її вкотре озвучила Етвел.
- Маргарет з'явилася у Marvel Puzzle Quest (2013).
  - Пеґґі як альтернативна версія Капітана Америка є іграбельним персонажем, доданим у честь 75-річчя героя[35].
  - Ця версія також пізніше фігурувала у коміксі Exiles[36].